# Noris De Stefani
Noris De Stefani (Pesaro, 7 dicembre 1938 – Fossombrone, 12 gennaio 2021) è stata una cantante italiana.

## Biografia
Debuttò molto giovane nel 1954, esibendosi al Teatro Rossini di Pesaro; continuò gli studi di canto con il maestro Gennari e, nel 1958, entrò come cantante nell'Orchestra del Maestro Dino Olivieri, con cui si esibì in varie trasmissioni radiofoniche.
L'anno successivo ottenne un contratto discografico con la Combo Record, etichetta di Gorni Kramer, che le fece incidere i primi singoli a 45 giri.
Nel 1962 partecipò al Burlamacco d'oro con il brano twist Cambiati la faccia mentre l'anno successivo cantò al Festival di Zurigo 1963 con il brano Giorni verdi; sempre nel 1963 vinse il Festival di Ancona con Io e te e propose al Festival di Pesaro Amore vuole, vuole amor, in abbinamento con la cantante milanese Ambra Massimo, classificandosi al primo posto.
Partecipò poi a Un disco per l'estate 1964 con Tu mi ascolti come un disco, brano scritto da Luciano Beretta e Roberto Negri; tornò alla stessa manifestazione l'anno successivo con La lalala, scritta da Piero Carlo Rolla e Umberto Zappa, che presentò anche al Festival di Pesaro.
Successivamente passò alla Equipe, e partecipò al Festival di Napoli 1970 presentando Il sole è nato a Napoli in abbinamento con Mario Abbate.
Passò quindi alla Napoleon, etichetta distribuita dalla Durium, per cui incise negli anni successivi tre album, tra cui Dietro le sbarre che raccoglieva canzoni ispirate alla vita dei carcerati, e Dal Foglia al Tronto, raccolta di canti popolari marchigiani; effettuò inoltre numerose tournée all'estero, guadagnandosi la definizione di Ambasciatrice della canzone italiana nel mondo: fu tra l'altro la prima cantante italiana a esibirsi in Unione Sovietica.
Continuò l'attività musicale lavorando anche in televisione, conducendo il programma Aperitivo in si bemolle su Canale 6, e partecipando come ospite in molti programmi radiotelevisivi (tra cui Domenica in e Notturno italiano, condotto da Enzo Giannelli).
Nel 1999 pubblicò la sua autobiografia, Una cantante giramondo si racconta.
Negli ultimi anni si esibì spesso accompagnata dal maestro Max Onorari al pianoforte.
Noris De Stefani è morta nel gennaio del 2021 per complicazioni da COVID-19.

## Discografia parziale

### Album
- 1966: Melodie senza età (Combo Record, LP 20071; con Rossella Masseglia Natali, Tino Vailati e Merio Da Vinci)
- 1972: Se a volte... (Napoleon, NLP 11045)
- 1973: Dietro le sbarre (Napoleon, NLP 11068)
- 1973: Dal Foglia al Tronto (Napoleon, NLP 14004)
- 1978: Lisciomania (IAF LP 29013)
- 1990: L'amore...vola e va (D.V. More Record, DV 6515)

### Singoli
- 1962: Il bongo del cha cha/Vieni con me (Combo Record, 209)
- 1962: Twist tango/E' finita (Combo Record, 250)
- 1962: Malaguena/Addio pampa mia (Combo Record, 282)
- 1963: Cambiati la faccia/E' calato il sipario (Combo Record, 305)
- 1963: Tre settimane/Senor (Combo Record, 323)
- 1963: Son cattiva/Attimi d'amore (Combo Record, 336)
- 1963: Amore vuole, vuole amore/Tre settimane (Combo Record, 339)
- 1963: Giorni verdi/Cambiati la faccia (Combo Record, 354)
- 1964: Le ferie/Se mi bacerai questo inverno (Combo Record, 401)
- 1964: Corro da te/La prima domenica (Combo Record, 402)
- 1964: Tu mi ascolti come un disco/Se mi bacerai questo inverno (Combo Record, 423)
- 1964: Aeternum twist/Le ferie (Combo Record, AET 102; disco pubblicitario per le pentole Aeternum)
- 1965: Due come noi/Sei come me (Combo Record, 485)
- 1965: La lalala/Disinnamorarmi (Combo Record, 7001)
- 1967: Dammi il numero del cielo/Va via (Equipe, EQ 0115)
- 1970: Il sole è nato a Napoli/Si turnata (SDM, SD 104)
- 1978: Silvestro/Non cercare scuse (IAF, 1910)
- 1983: Io canto l'amore/Appuntamento al caffè (Golden Record, FC 1071)